# Mesochorus lunarius
Mesochorus lunarius là một loài tò vò trong họ Ichneumonidae.